# یوتو ناگائو
یوتو ناگائو (ژاپنی: 長尾 優斗؛ زادهٔ ۳۱ اوت ۲۰۰۱) یک بازیکن فوتبال اهل ژاپن است.
از باشگاه‌هایی که در آن بازی کرده‌است می‌توان به باشگاه فوتبال گامبا اوساکا اشاره کرد.